# Camera a mano
Il termine camera a mano (o macchina a mano) indica che la cinepresa non è fissata a un cavalletto, ma è tenuta dall'operatore tra le mani o appoggiata sulla spalla.
L'inquadratura risente quindi del movimento dell'operatore e non è fluida come nell'utilizzo del carrello o del travelling, ma procede in maniera discontinua. 